# إبراهيم الشجري
إبراهيم الشجري خطاط عربي عاش في العصرين الأموي والعباسي. ينسب إليه اختراعه لخط الثلث وخط الثلثين.

## تطويره للخط
يعد الخطاط إبراهيم الشجري من أفضل الخطاطين في العصرين الأموي والعباسي، فقد أخذ عن إسحاق بن حمادة والضحاك بن عجلان قلم الجليل، وهو أكبر الأقلام الذي كان يُكتب بها واخترع منه خط الثلثين، وميَّز هذا الخط بأن جعله أخف من حركات الجليل في خطوطه المستقيمة الثلثات، ولذلك سمي بالثلثين، واستعمل هذا الخط للكتابة من الخلفاء إلى العمال والأمراء. ثم أخذ إبراهيم خط الثلثين واخترع منه خط الثلث، وهو أخف من الثلثين في خطوطه المستقيمة.